# Ferdinand Enke

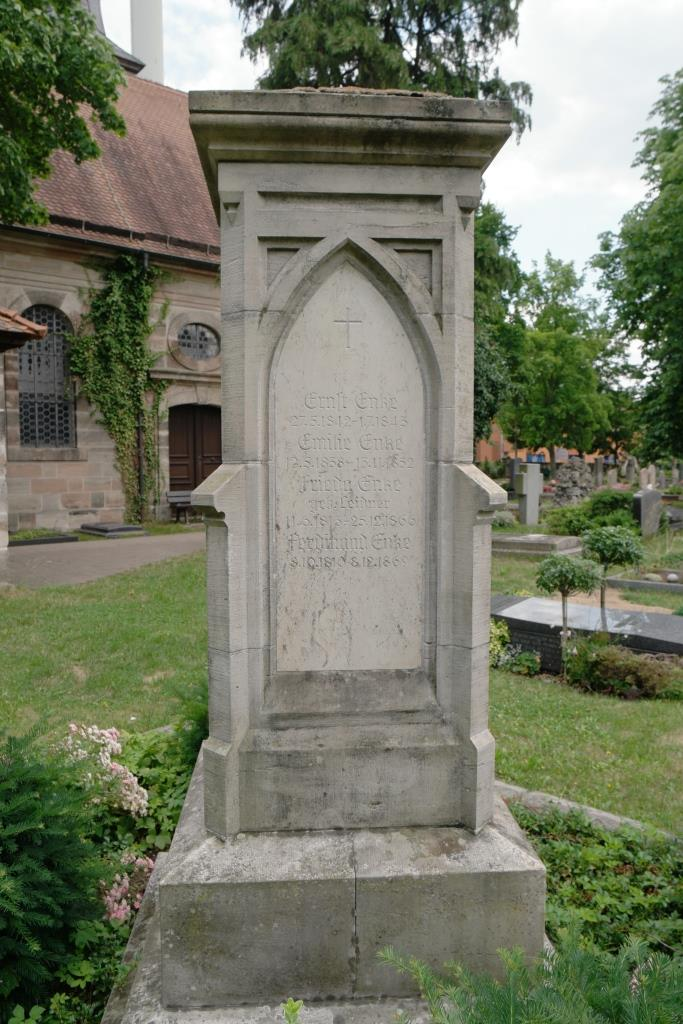
Grab von Ferdinand Enke auf dem Neustädter Friedhof in Erlangen

Ferdinand Ernst Jakob Enke (* 8. Oktober 1810 in Erlangen; † 8. Dezember 1869 ebenda) war ein deutscher Verleger und Buchhändler. 1837 gründete er in Erlangen den Ferdinand Enke Verlag, der einer der bedeutenden wissenschaftlichen Verlage in Deutschland wurde.
Enke besuchte das Dithmarschen-Institut in Nürnberg und ging bei Vandenhoeck & Ruprecht in Göttingen in die Lehre. Er interessierte sich für Medizin, lernte alte Sprachen und holte mit erspartem Geld neben seinem Beruf das Abitur an einem humanistischen Gymnasium nach. Er war kurz im elterlichen Geschäft in Erlangen, war dann Geschäftsführer bei Kesselring in Hildburghausen, 1833 in der Buchhandlung von Bon in Königsberg, danach in der Buchhandlung von Rieger in Augsburg und in der Buchhandlung von Heubner in Wien, wo er sich auch im Malen und Zeichnen ausbildete.
Enke übernahm 1837 die väterliche Buchhandlung in Erlangen und begann mit seiner Verlagstätigkeit, mit der er sich später auf Naturwissenschaften, Medizin, Jura und Staatswissenschaften spezialisierte. Auch der Vater Ernst Enke (1782–1846) hatte einen Verlag (Palm und Enke Verlag), den aber der Bruder Adolph Enke übernahm. Ernst Enke hatte die Tochter des Erlanger Universitätsbuchhändlers und Autors Johann Jakob Palm (1750–1826) geheiratet und 1816 das Geschäft seines Schwiegervaters übernommen (Buchhandlung Palm und Enke).
Ein erster Erfolg war die Herausgabe von Canstatt’s specieller Pathologie und Therapie ab 1847 und bald darauf die Jahresberichte  über die Fortschritte der gesammten Medicin in allen Ländern (Herausgeber Carl Friedrich Canstatt, Gottfried Eisenmann). Medizinischen Autoren im Verlag waren unter anderem Rudolf Virchow, Franz von Pitha und Theodor Billroth. Auf juristischem Gebiet folgte 1849 die Zeitschrift Gerichtssaal (begründet von Ludwig von Jagemann) [1805–1853], 1855 die Jahrbücher der deutschen Rechtswissenschaft und Gesetzgebung (Herausgeber Hermann Theodor Schletter) und 1858 die Zeitschrift für das gesamte Handelsrecht und Wirtschaftsrecht (Herausgeber Levin Goldschmidt). 1852 wurde im Verlag die Zeitschrift Gartenflora gegründet (Herausgeber Eduard August von Regel) und viele weitere naturwissenschaftliche Autoren folgten. Im 20. Jahrhundert war der Verlag bekannt für seinen geologischen Schwerpunkt (aber auch Chemie, Medizin, Soziologie).
1868 verkaufte er seine Buchhandlung an Theodor Krische (1840–1889), der sie unter eigenem Namen weiterführte. Enke konzentrierte sich daraufhin auf den Verlag. Wenig später starb Ferdinand Enke aber an einer schweren chronischen Erkrankung. Die Verlagsleitung übernahm zunächst der auch dem Verlag als Prokurist angehörende Buchhändler Paul Wagner, der sie 1874 an Enkes Sohn Alfred Enke (1852–1937) abgab. Dieser verlegte den Sitz nach Stuttgart, wo sich damals in Süddeutschland das Verlagswesen konzentrierte. Die Nachkommen setzten die Tradition als Wissenschaftsverlag fort, unter anderem erschienen hier im 19. Jahrhundert die Entscheidungen des Reichsoberhandelsgerichts in 25 Bänden (1871 bis 1880) und die Zeitschrift Deutsche Chirurgie (Herausgeber Theodor Billroth, Albert Lücke). Weiter erschienen die Zeitschrift für Geburtshülfe und Gynäkologie, das Jahrbuch der praktischen Medizin, das Archiv für Kinderheilkunde und auf juristischem Gebiet Zeitschrift für vergleichende Rechtswissenschaft, das Centralblattes für Rechtswissenschaft, die Handbibliothek des öffentlichen Rechts und die Juristische Handbibliothek. Es erschienen Ende des 19. Jahrhunderts unter anderem das Lehrbuch des internationalen Privat- und Strafrechts von Carl Ludwig von Bar und 1886 die Psychopathia sexualis von Richard von Krafft-Ebing, das Handbuch der Chemischen Technologie (Herausgeber Otto Dammer), das Handbuch der Geburtshilfe (Herausgeber Peter Müller), das Handbuch der Frauenkrankheiten (Herausgeber Theodor Billroth, Albert Lücke), das Lehrbuch der Geologie von Emanuel Kayser, das Lehrbuch der Physik von Heinrich Gustav Johannes Kayser, das Handbuch der Elektrotechnik von Erasmus Kittler und damals gut verkaufte Werke von Carl Heinrich Stratz über Frauen.
Der Verlag kam 1971 (mehrheitlich 1975) erst zur Thieme Verlagsgruppe (dort in MVS Medizinverlage Stuttgart eingegliedert).